# Pâtes alimentaires
Pour les articles homonymes, voir Pâte.

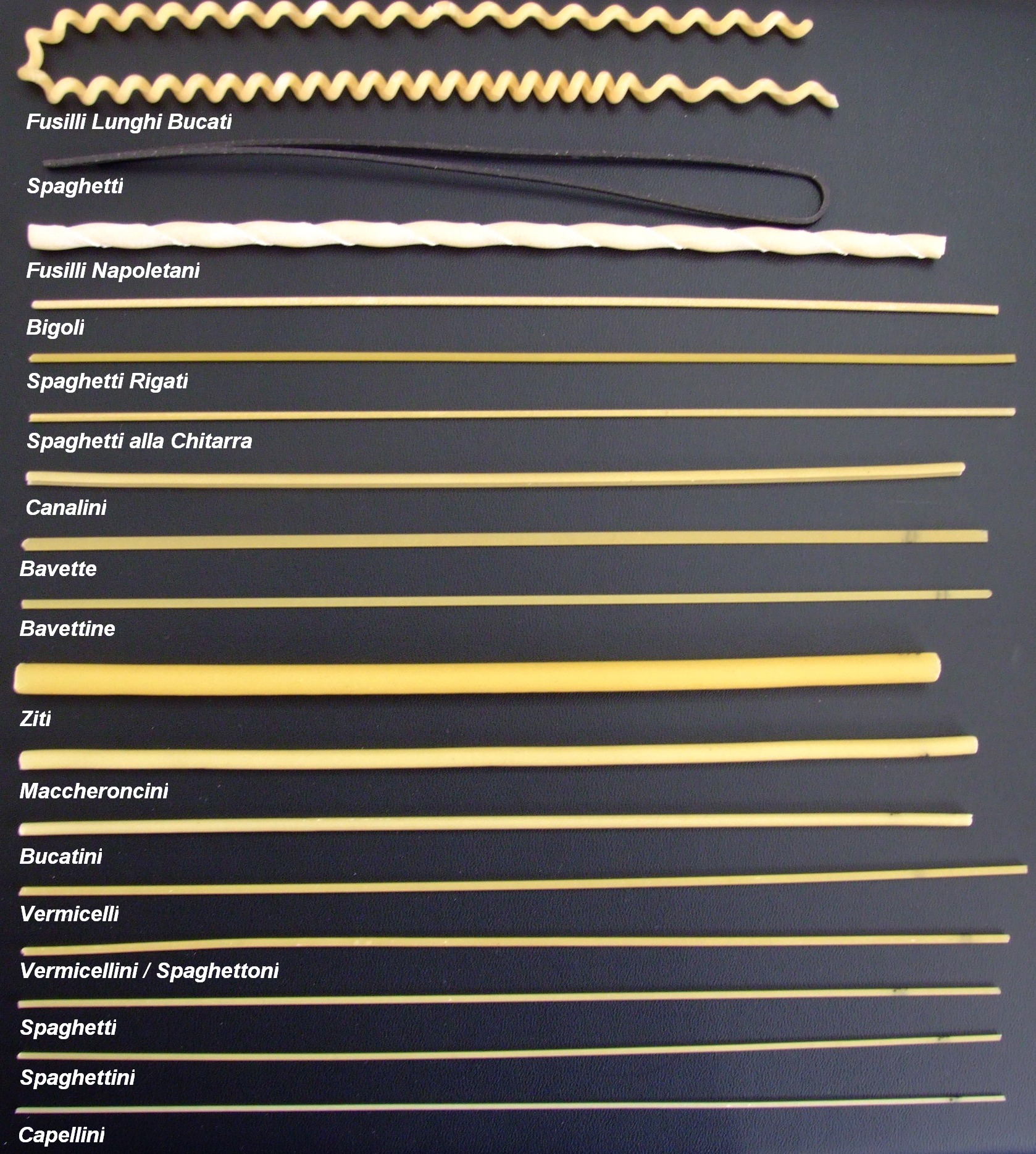
Assortiment de pâtes italiennes.

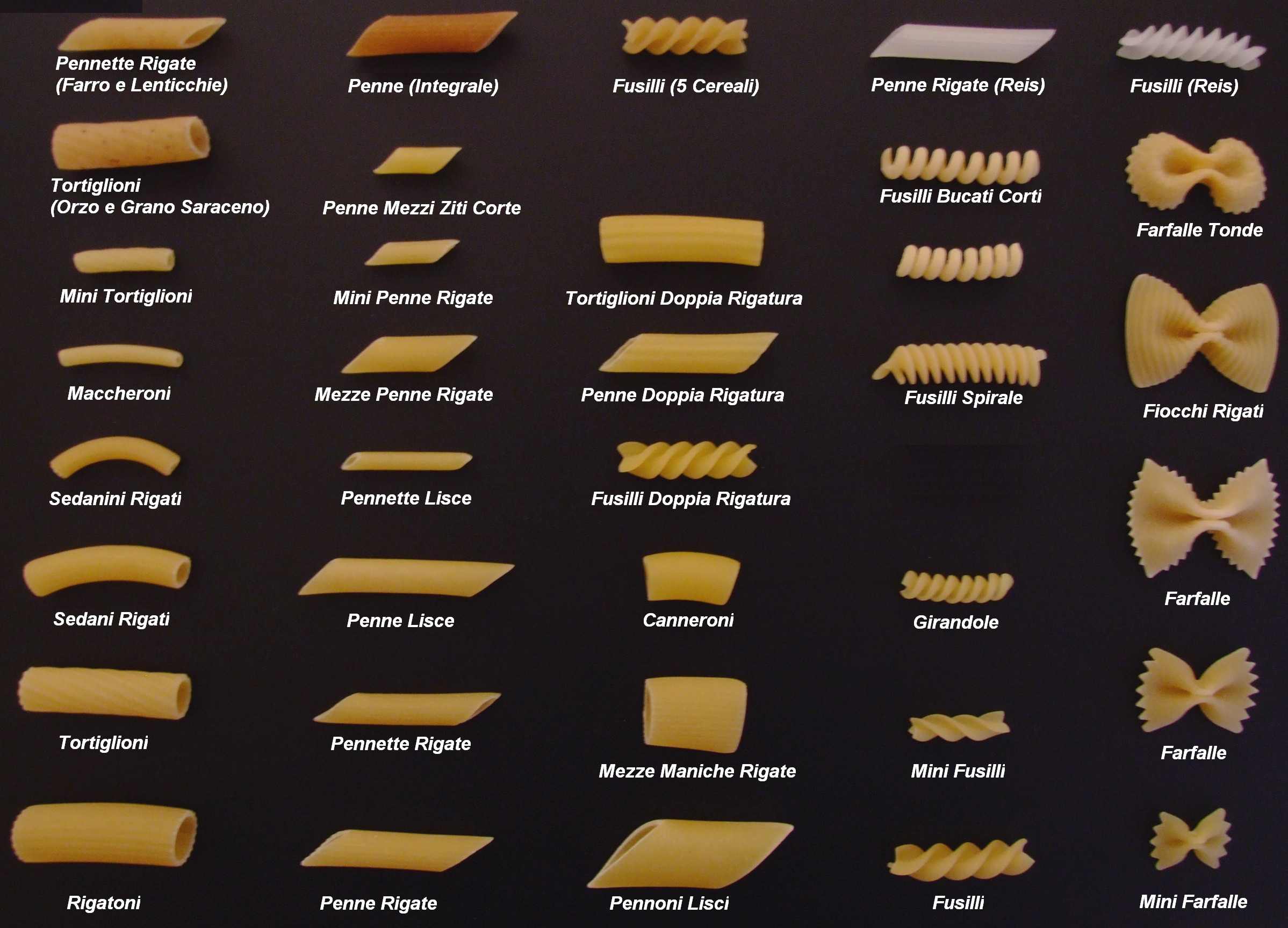
Assortiment de pâtes italiennes.

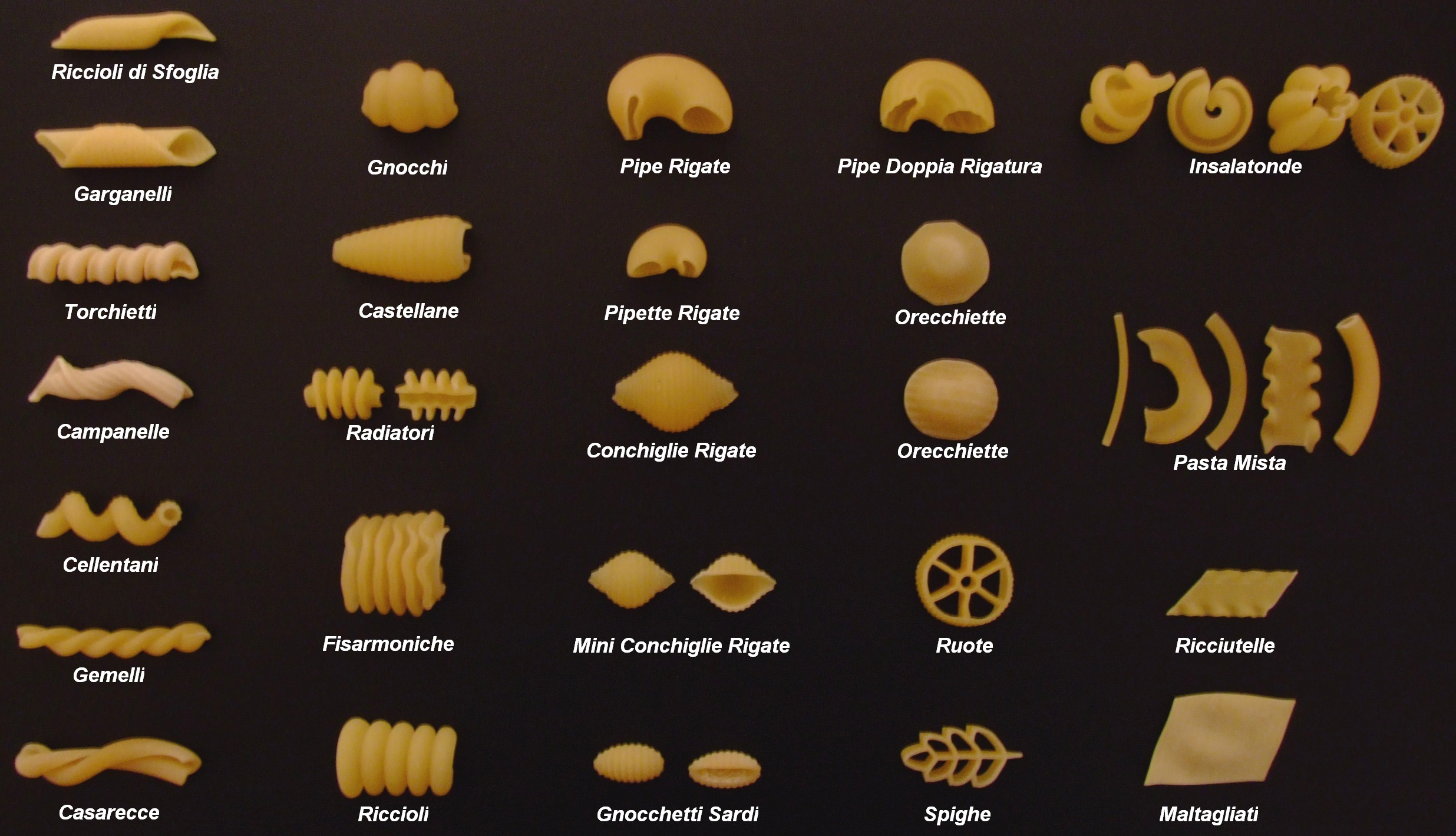
Assortiment de pâtes italiennes.

Les pâtes alimentaires sont des aliments fabriqués généralement à partir d'un mélange pétri de farine de blé, d'eau et éventuellement d'œuf et de sel. D'autres types de céréales comme la semoule de blé dur, l'épeautre, le blé noir, le riz, le maïs, etc., peuvent également être utilisées. « Les pâtes » peuvent également désigner les plats dont les pâtes sont l'ingrédient principal, servies avec de la sauce ou des assaisonnements.
Les pâtes ont différentes variétés, la plupart dérivant du classicisme européen de la tradition des pâtes italiennes sèches et fraîches (par exemple, les pâtes émiliennes, les pâtes de Campanie, les pâtes liguriennes, etc.), selon la variété des formes comme les nouilles, spaghetti, coquillettes, ou macaronis.
En Asie, on fabrique également les pâtes avec de la farine de blé tendre, de riz, de riz glutineux, de haricot mungo (soja vert), de patate douce, etc.
Au-delà des simples condiments, ajoutés à la préparation de base, mélange pâteux initial, des traditions culinaires anciennes européennes mélangent aussi des adjuvants variés : herbes fraîches, pomme de terre (gnocchi), etc. Des recherches ont validé l'adjonction de légumineuses en quantités proches des deux tiers.

## Étymologie
Le mot pâte vient du latin pasta, issu lui-même de la latinisation du terme grec παστά / pastá, « bouillie d'orge ». Le terme générique macaroni a longtemps été utilisé avant d'adopter le terme spécifique pâte.

## Description

### Pâtes sèches
Les pâtes sèches vendues dans le commerce sont généralement faites à partir de semoule de blé dur, avec un taux d'humidité inférieur à 12 % ; certaines contiennent des œufs mais aussi peuvent contenir des herbes et autres. Il existe aussi des pâtes au blé complet.
La dénomination pâtes alimentaires aux œufs ne peut être utilisée que pour les pâtes contenant au minimum, par kilogramme de semoule, 140 g d’œufs entiers ou de jaunes d’œuf.
Elles se présentent sous des formes très variées, lames (lasagnes), rubans (nouilles en français, linguine ou tagliatelle en italien, 面条, miantiao en chinois), fils (vermicelles, spaghettis), tubes (macaronis), coussins (ravioles en français, ravioli en italien, 饺子jiaozi en chinois), etc. La diversité des formes des pâtes sèches provient du fait qu'elles sont extrudées. On fait passer par pression le mélange d'eau et de semoule à l'état pâteux à travers une formeuse. Les différentes formes sont obtenues à partir de buses particulières.
Les pâtes sèches présentent de nombreux avantages : aliment économique, facile à conserver grâce à la déshydratation, énergétique et facile à cuire puisqu'il suffit d'une casserole d'eau.
Les pâtes peuvent êtes faites maison à l'aide d'une machine à pâtes (laminoir), mais le séchage n'est pas à la portée d'une production familiale. Seuls les industriels parviennent à produire des pâtes sèches.

### Pâtes fraîches
Les pâtes fraîches sont d'un goût plus marqué. Les Français, les Chinois et les Italiens notamment (par exemple dans la tradition des pâtes émiliennes, des pâtes de Campanie, des pâtes liguriennes, etc.), continuent de produire artisanalement des pâtes fraîches, qui ont un goût différent de celui des pâtes déshydratées et empaquetées, mais leur apport nutritif n'est pas sensiblement différent.

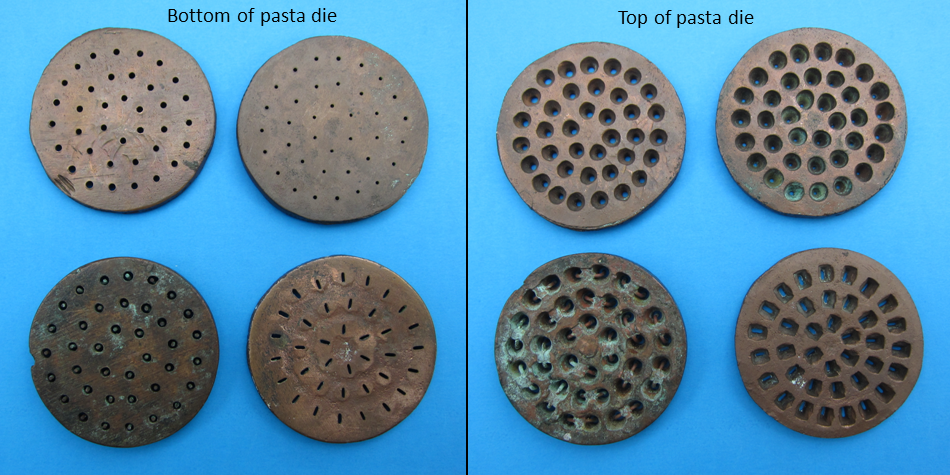
Filières de machines à pâtes à extrusion.

La composition des pâtes fraîches est règlementée en France. L'appellation « pâtes fraîches aux œufs frais » suppose la réunion de trois conditions : un taux d'humidité supérieur à 12 %, une semoule de blé dur de qualité supérieure classée, et un minimum de 140 grammes d’œufs par kilogramme de semoule.

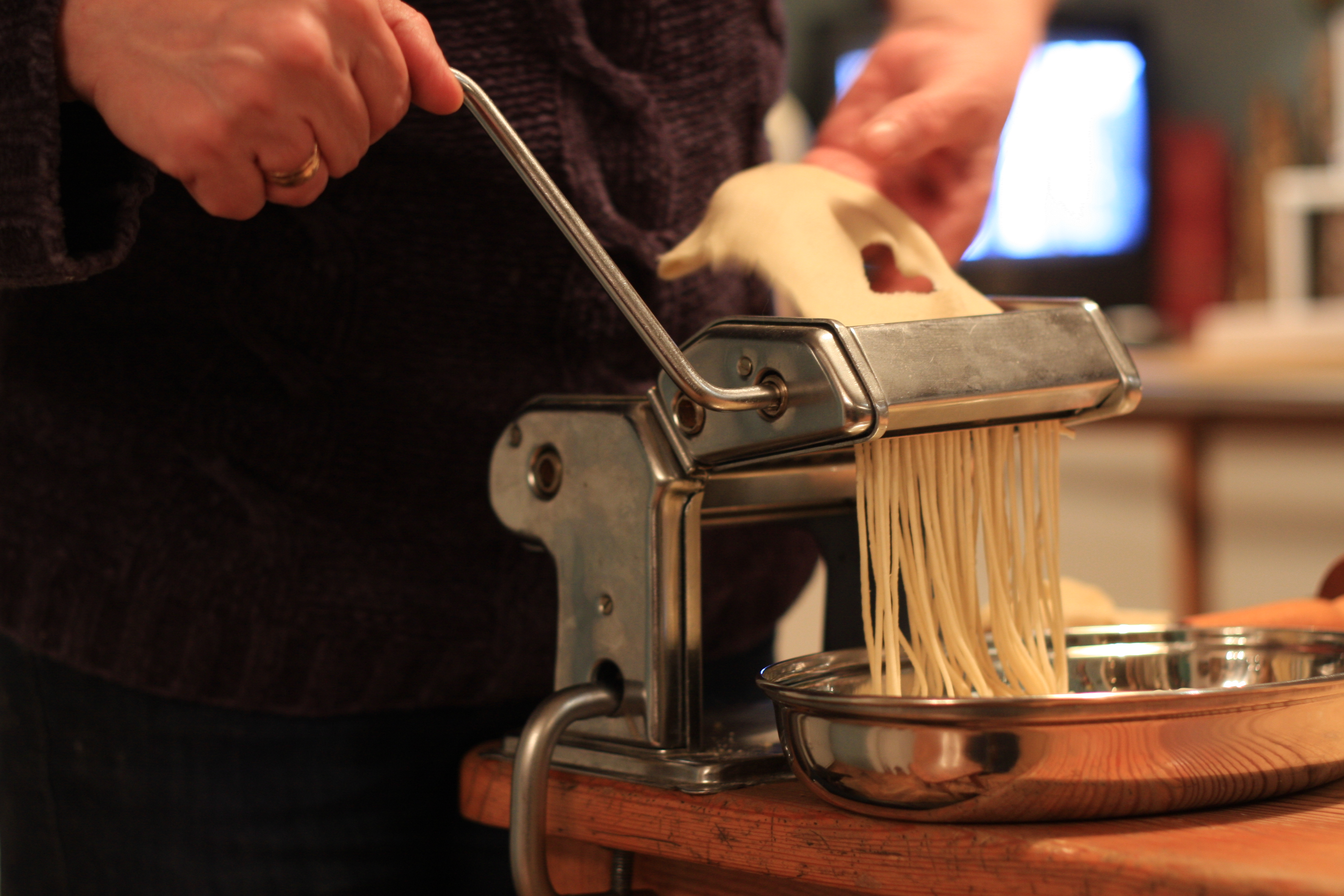
Laminoir à pâtes manuel.

Le procédé de fabrication des pâtes fraîches est appelé « laminage ». Le mélange pâteux est aplati jusqu'à l'obtention d'une fine feuille d'environ un millimètre d'épaisseur. Ainsi, on parle souvent de double laminage pour les raviolis dits à « quatre coins » pour lesquels deux feuilles de pâtes sont superposées, puis scellées, après l'injection de la farce. À l'inverse, on parle de raviolis « coussins » pour ceux fabriqués à partir d'une seule feuille de pâte. La feuille de pâte peut aussi être passée à travers un laminoir pour y découper des rubans (fettuccini).

## Histoire
Les origines des pâtes sont très anciennes. Présent sous ses formes les plus simples et primordiales dans différentes parties du continent Eurasie depuis l'Antiquité, se développant de manière totalement parallèle, indépendante, diversifiée et sans aucune relation réciproque, depuis les vallées chinoises d'Extrême-Orient, jusqu'à Zones méditerranéennes de la péninsule italienne. Dans cette dernière zone, en particulier, il y a eu un développement gastronomique et traditionnel rapide et important, qui perdure intact jusqu'à nos jours.
Les pâtes, en fait, étaient déjà largement connues à l'époque de la Magna Graecia (Italie du Sud) et de l'Étrurie (Italie centrale-occidentale), où elles étaient cependant appelées autrement. Ce dernier était connu sous le terme grec láganon ou par l'étymologie, avec une racine méditerranéenne plus large, à la fois étrusque, Magna Graecia et italique, makária ou makarṓnia. (au sens de « nourriture bénie », offerte lors des cérémonies funéraires), qui, une fois entrée dans le vocabulaire latin, atteint nos jours sous la forme du verbe de certaines régions d'Italie du Sud [a]'maccari, qui, à son tour, est à l'origine des termes dialectaux maccaruni/maccaroni et du maccheroni correspondant, ainsi que du verbe italien bosseler (ayant le sens générique d'appliquer une pression, de presser, d'écraser ou, dans le cas des pâtes, avec le sens de travailler une matière malléable en la pressant, en la pétrissant et en la façonnant) ;
Les dérivés du terme latin laganæ sont en effet encore courants dans certaines régions du sud de l'Italie, notamment en Irpinia (Campanie) avec le typique làine e fasuli, dans le Cosentino (Calabre) et dans d'autres régions des Pouilles, de la Basilicata (làgane et ciceri) et du Latium, pour désigner les pâtes longues rayées (semblables aux tagliatelles, mais plus courtes), encore actuellement connues sous le nom de làgana ou làina, généralement assaisonnée de légumineuses sèches et mélangée à de l'huile d'olive et des épices, comme on le faisait dans l'Antiquité. Le mot latin păsta, plus générique, dérive du terme păstam et de l'ancien synonyme grec πάστη, signifiant « farine mélangée à de l'eau et du sel »[réf. nécessaire], dérivé à son tour du verbe « passein », c'est-à-dire pétrir. Ce terme a commencé à être utilisé en Italie à partir de 1051 environ, bien que pour rechercher les origines des pâtes, appelées par d'autres noms, on puisse remonter presque au Âge Néolithique (environ 8000 av. ) lorsque l'homme commença la culture des céréales qu'il apprit bientôt à moudre, à mélanger avec de l'eau, à cuire et, au Moyen Âge italien, à sécher le produit au soleil, pour pouvoir garder plus longtemps. Les pâtes, dans l'Antiquité, étaient en effet un aliment très répandu dans diverses régions du Bassin méditerranéen et de l'Extrême-Orient,,,,,,
Les autres traces anciennes de pâtes alimentaires connues à ce jour, sont des nouilles de type lā miàn (拉面) (tirées à la main), constituée de farine de deux millets, setaria italica et panicum miliaceum, retrouvées dans les ruines de Lajia (喇家), en Chine et datées de -2000.
Les pâtes apparaissent, plus tardivement, en Mésopotamie. Un traité culinaire mésopotamien, sous forme de tablettes cunéiformes, traduites en 1994, en fait mention.
Le terme « pâte » vient du bas-latin « pasta », de même sens. Les pâtes réputées les meilleures viennent principalement d'Italie et de Chine. Dans les deux cas, ces pâtes ont influencé les pays voisins qui ont créé des variétés de nouilles particulières (France, Corée, Japon, Vietnam).

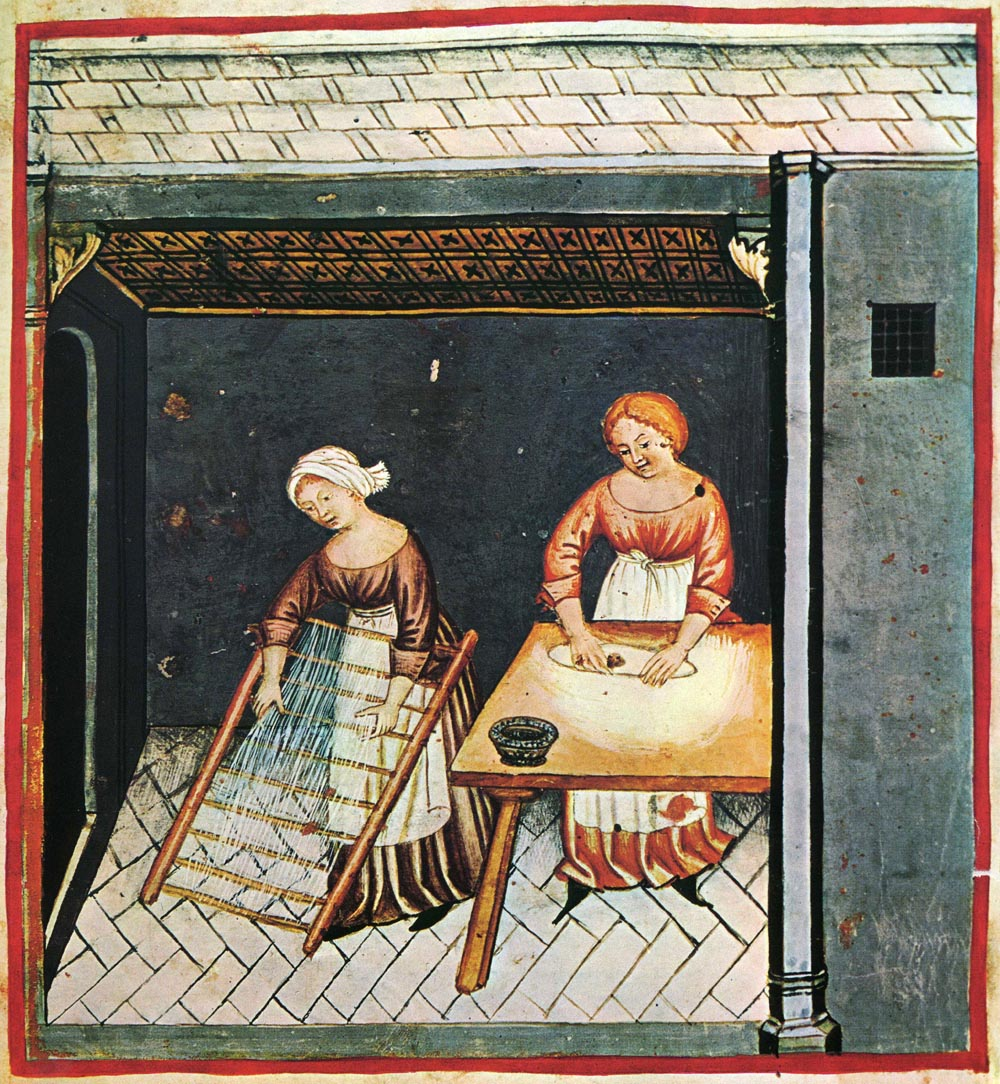
La fabrication des pâtes, illustration du Tacuinum Sanitatis, XVe siècle.

Une légende suppose que, de retour de son voyage en Chine en 1295, Marco Polo en rapporta à Venise et leur donna une nouvelle notoriété. Cette histoire aurait été créée dans les années 1920 par un fabricant américain de pâtes.

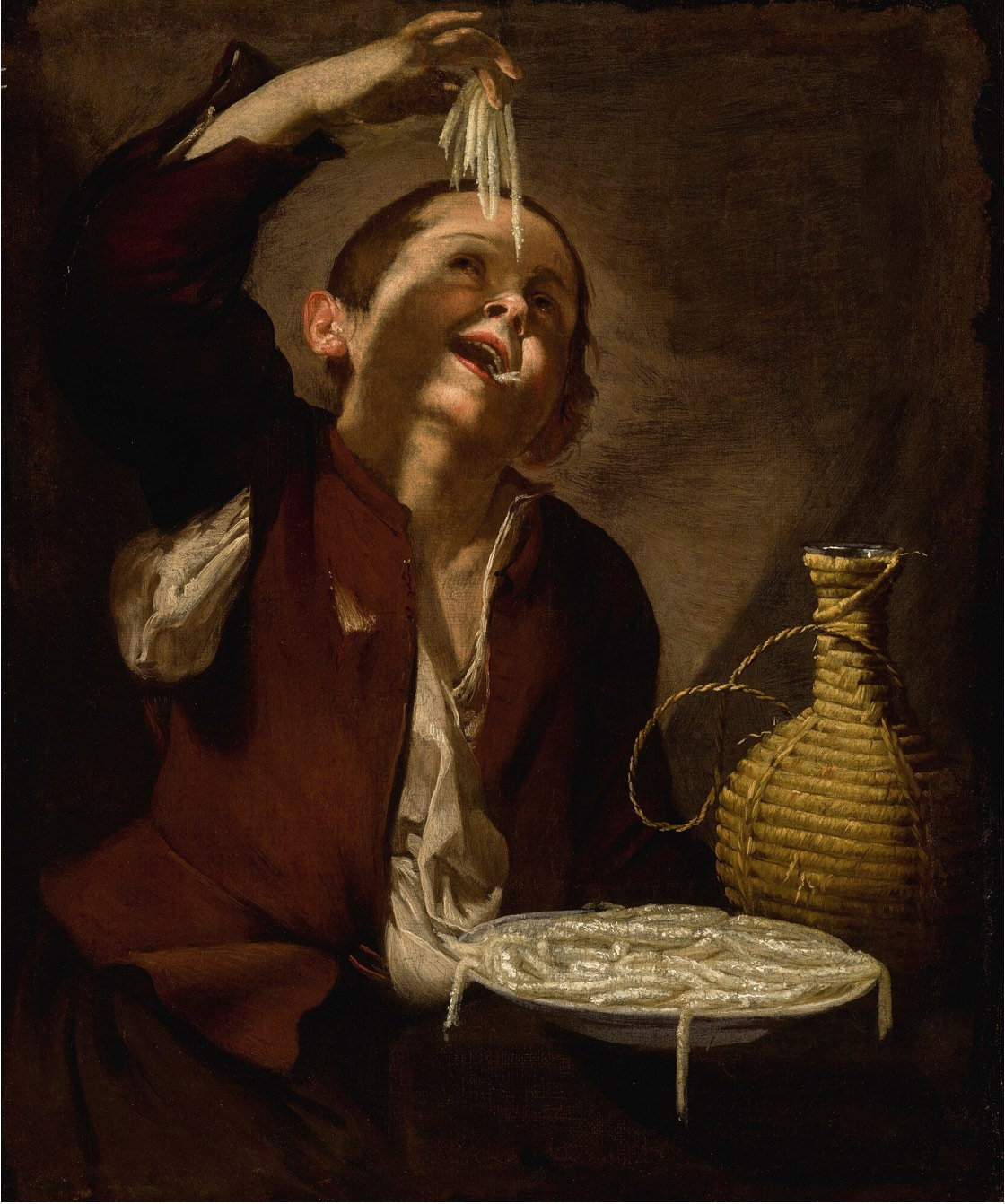
Maître de l’Annonciation aux Bergers, Jeune paysan mangeant des pâtes (vers 1650).

- -2000 : nouilles de millet faites à la main, à Lajia, Chine[10].
- -1700 : traité culinaire mésopotamien.
- Du IVe au IIe siècle av. J.-C., la route de la soie relie l'Europe et la Chine.
- Ier siècle : un texte d'Apicius (De re coquinaria) décrit un mets qui ressemble à s'y méprendre aux lasagnes.
- Durant l'époque des Trois Royaumes (220 - 265), Zhang Yi (张揖), a écrit vers 227 à 232 dans son glossaire, intitulé Guǎngyǎ (广雅 / 廣雅, guǎngyǎ), la recette des raviolis bouillis chinois[13].
- 800 : on trouve des traces de pâtes sèches confectionnées à partir de semoule de blé dur vers 800. Elles ont été introduites par les conquérants musulmans de la Sicile[14], et au XIIe siècle, les républiques maritimes de Gênes et de Pise commercialisent des pâtes sèches[15].
- 1154 : le géographe arabe Al Idrisi fait référence dans ses écrits aux pâtes de Trabia, un village près de Palerme en Sicile. Les caravanes qui traversaient l’Empire arabe se nourrissaient déjà de pâtes séchées à ragoût, qui cuisent dans un bouillon de viande, connues sous le nom de « rishta-s », « lakhsha-s » et « itriyya-s », ancêtres des tagliatelle, fettuccine et linguine. C'est l'une des premières traces écrites relative aux pâtes[16].
- 1295 : la légende raconte que Marco Polo rentrant à Venise après son fabuleux voyage en Chine au Xinjiang (région turco-musulmane de Chine), a introduit les pâtes en Italie.
- XIIIe siècle : la papauté établit des standards de qualité pour les pâtes.
- XIVe siècle : les pâtes commencent à être farcies en Europe, plus de dix siècles après la Chine.
- XVIe siècle : l'importation des pâtes en France se développe à la suite du mariage de Catherine de Médicis avec Henri II de France.
- 1837 : le duc napolitain Ippolito Cavalcanti (it), répertorie les recettes de pâte de la péninsule italienne en 1837 dans son guide Cucina teorico pratica et évoque pour la première fois la cuisson al dente[17].
- XIXe siècle : la Limagne produit en abondance des blés durs, plus adaptés à son sol mais moins propices à la panification. Deux soldats suisses ayant séjourné en garnison en Auvergne lors des guerres napoléoniennes avaient remarqué la qualité des blés durs de Limagne. Ils s'installèrent dans la région et furent à la base de cette industrie, facilitée par le chemin de fer à partir de 1855. Les fabricants de pâtes alimentaires de concentrent autour de Clermont-Ferrand au point de tarir les importations italiennes car d'autres entrepreneurs suivirent ces suisses : fabriques de MM. Chatard, Roche, Ranix, Faucher, Drelon, Magnin[18].
- 1933 : l’Italie met au point une loi réglementant le commerce et la production des pâtes.
- 1934 : en France, une loi impose de fabriquer les pâtes alimentaires à partir de semoule de blé dur[19].
- 2009 : la National Pasta Association (NPA), association américaine, et l'International Pasta Organization (IPO) lancent la journée mondiale des pâtes, qui a lieu chaque année le 25 octobre.

## Cuisson des pâtes alimentaires

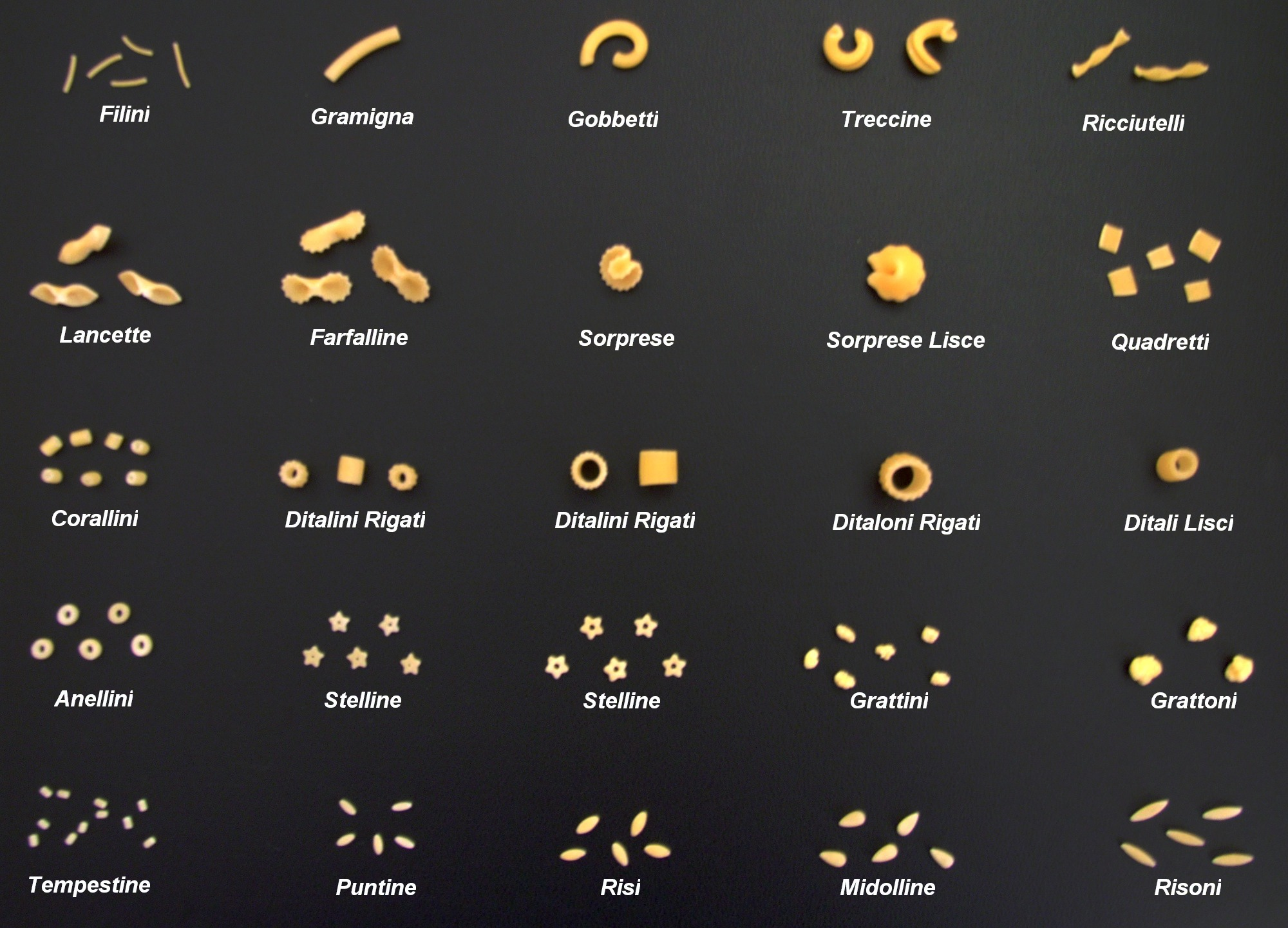
Assortiment de pâtes italiennes.

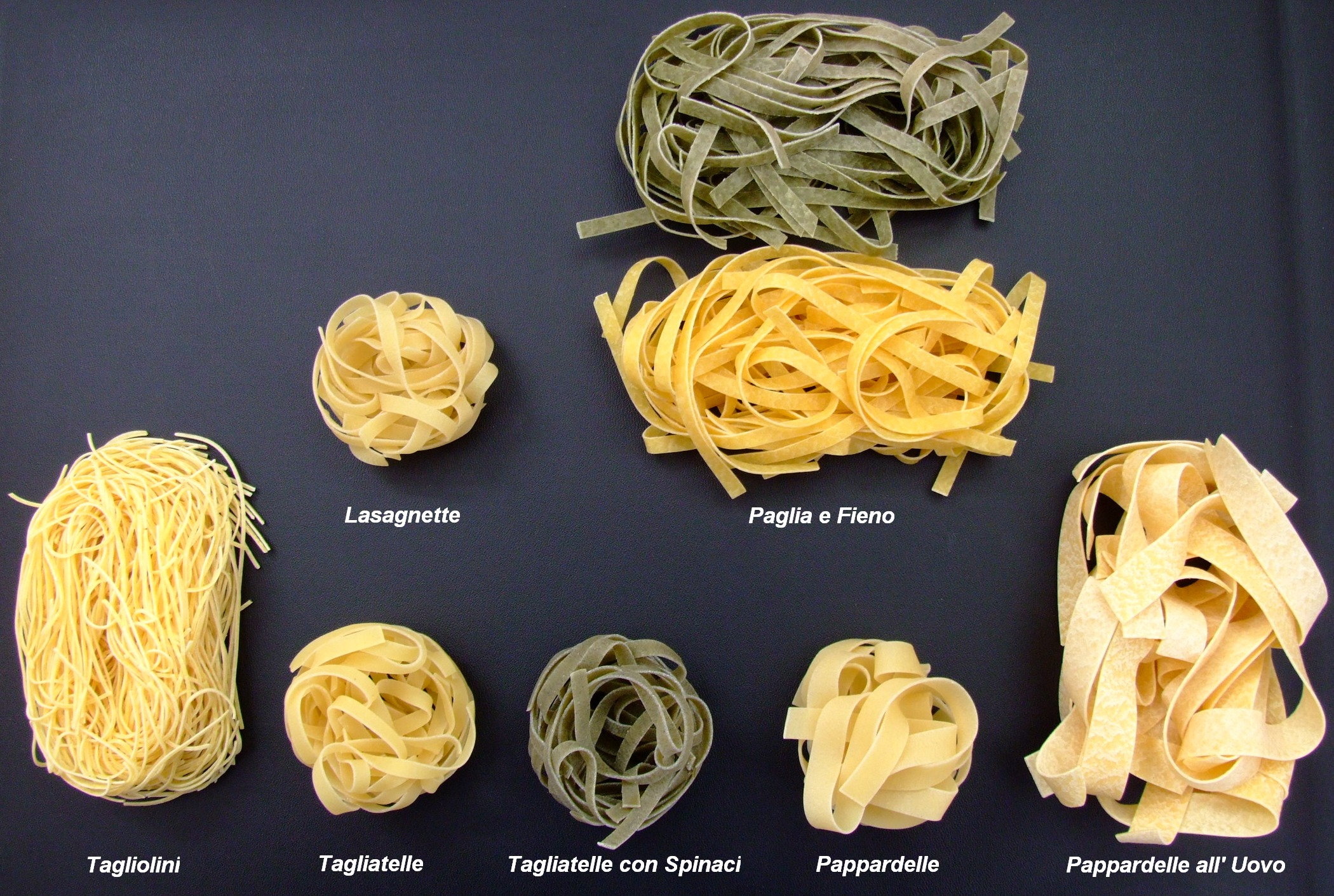
Assortiment de pâtes italiennes.

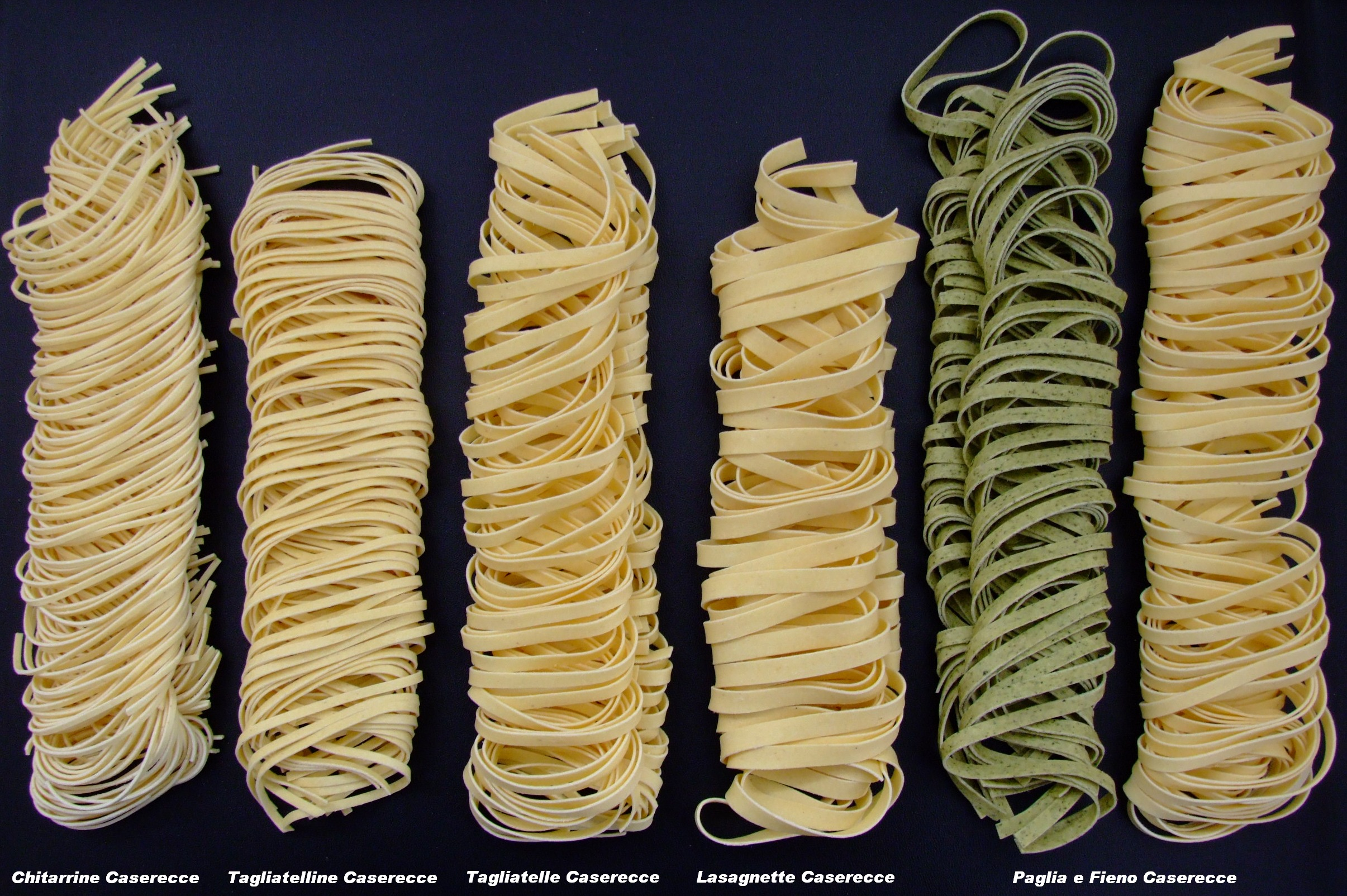
Assortiment de pâtes italiennes.

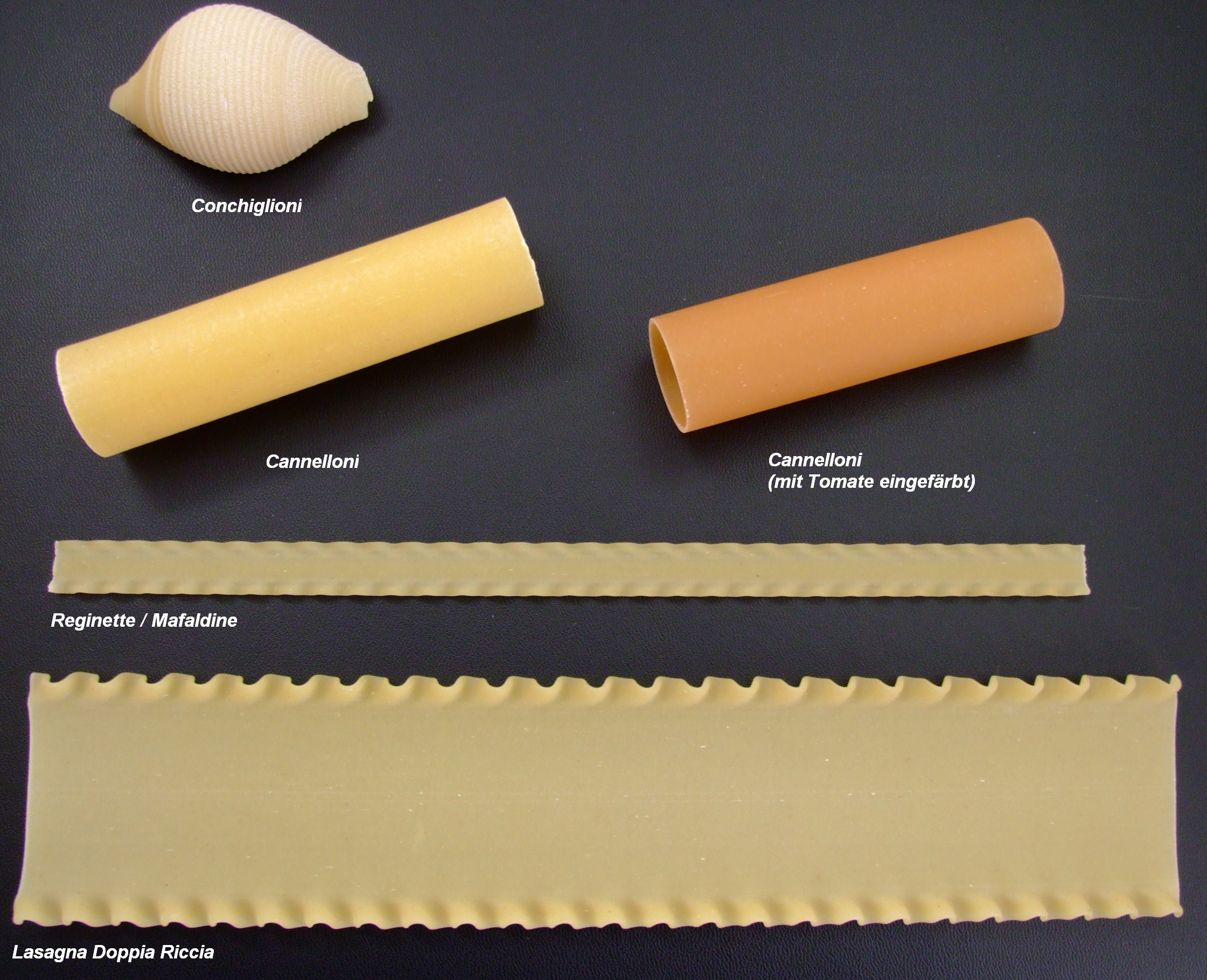
Assortiment de pâtes italiennes.

La cuisson permet aux pâtes d'acquérir leur goût et leur consistance : l'amidon, constituant essentiel des pâtes, se désolidarise en présence d'eau. Ce processus est accéléré par la cuisson.
La forme des pâtes est, outre l'aspect visuel, importante d'un point de vue gustatif : une sauce liquide nécessite des pâtes creuses pour qu'elle adhère convenablement au produit, les pâtes cuites au four doivent pouvoir résister au temps de cuisson relativement long que peut nécessiter l'accompagnement[source insuffisante].
Il existe deux façons de cuire les pâtes : la cuisson à mi-couvert, parfois aussi appelée cuisson passive, à feu doux avec juste assez d'eau pour couvrir les pâtes et la cuisson al dente. La cuisson à feu doux exige moins d'énergie et elle était utilisée surtout en Italie du sud, région plus pauvre que le nord. De nos jours, les pâtes se cuisent al dente en Italie.

### Cuisson «al dente»
La quantité d'eau conseillée pour cuire les pâtes est d'un litre pour cent grammes de pâtes. Cette proportion permet d'éviter de refroidir trop l'eau de cuisson après l'ajout des pâtes et d'éviter une trop forte proportion d'amidon dans l'eau de cuisson. L'amidon qui se retrouve dans l'eau de cuisson est responsable de pâtes qui collent entre elles.
Les pâtes cuisent dans de l'eau en ébullition et à feu vif. Elles doivent être remuées durant la cuisson afin d'éviter qu'elles ne collent. Selon une croyance tenace, une goutte d'huile d'olive dans l'eau de cuisson empêcherait les pâtes de coller entre elles. Ceci est parfaitement inutile puisque l'huile ne se mêle pas à l'eau, fût-elle bouillante. Néanmoins, une huile d'olive parfumera subtilement l'eau de cuisson et par la même occasion, les pâtes. D'autre part, à l'égouttage, le film d'huile très chaude donc très fluide, qui va se déposer sur les pâtes, pourra les empêcher de coller entre elles en refroidissant dans le plat de service. Ceci n'est d'aucune utilité dans le cas d'une préparation à l'italienne où le plus souvent les pâtes égouttées sont directement jetées dans la poêle où cuit la garniture et mélangées à celle-ci. La véritable utilité d'un peu d'huile dans l'eau de cuisson est, en fluidifiant l'amidon qui épaissit la mousse d'ébullition, de limiter les risques de débordement. Il est facile de le constater en versant l'huile au moment où l'ébullition commence à monter.
Les pâtes ne se rincent pas après la cuisson. Cela aurait pour effet de les refroidir, et surtout de faire disparaître une quantité d'amidon indispensable à la liaison de l'accompagnement leur donnant une texture spécifique.
Bien que cela soit appliqué dans les cuisines industrielles, les pâtes ne se précuisent pas. Cette opération nécessite un rinçage.
Lorsque les pâtes sont à mi-cuisson, on peut les transférer dans une poêle ou une sauteuse dans laquelle se trouve l'accompagnement et les faire sauter à feu vif. On ajoute de l'eau de cuisson des pâtes pour terminer la cuisson de celles-ci et les détendre. Cette étape fait la différence pour obtenir des pâtes savoureuses (qui ont pu prendre le goût de leur accompagnement), et une sauce légèrement liée (avec l'amidon que contient l'eau de cuisson).
Les grands chefs estiment que le temps de cuisson al dente est 10 % inférieur au temps de cuisson habituel[réf. nécessaire].

## Formes et couleurs

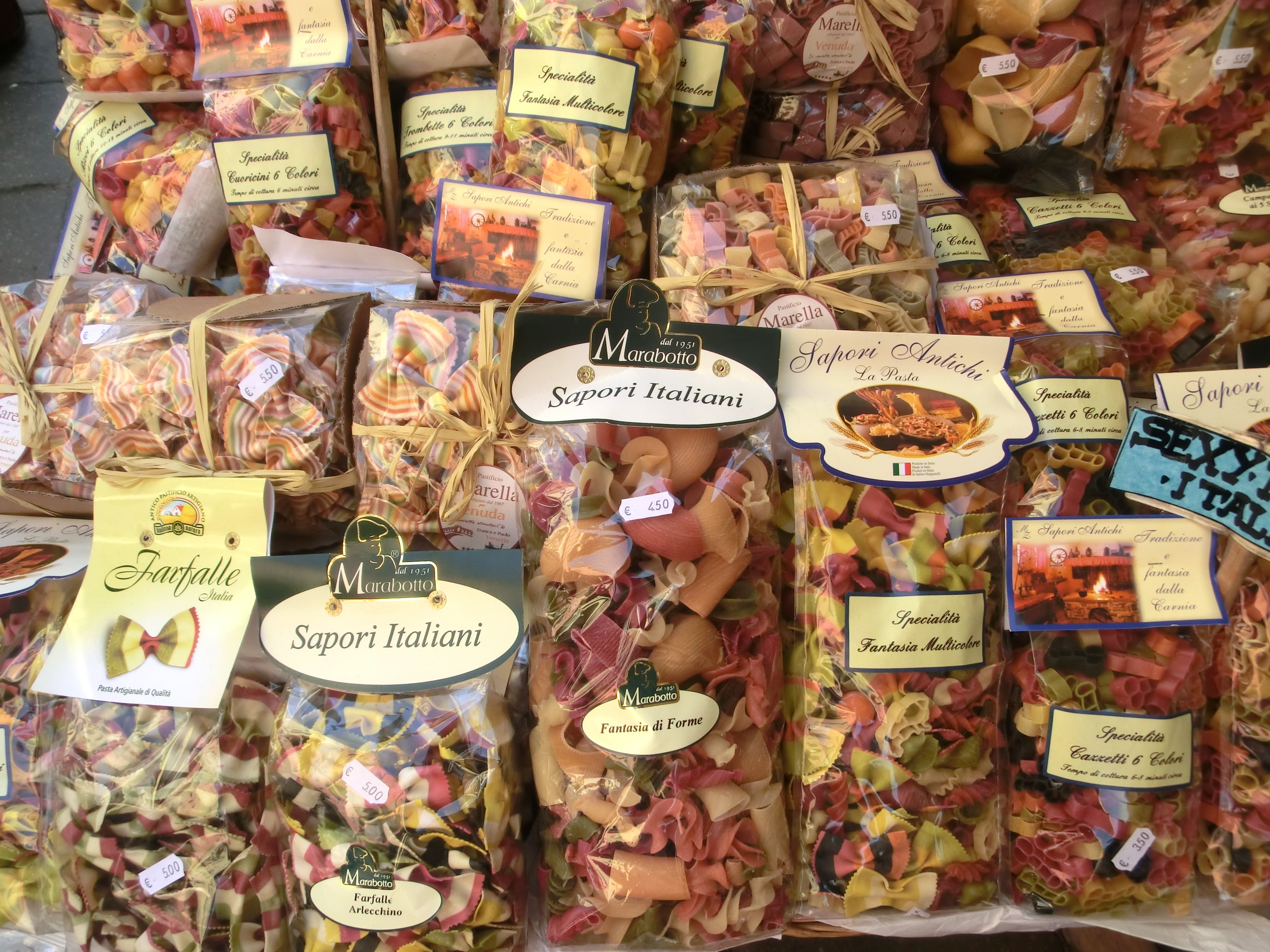
Vitrine de différentes variétés de pâtes alimentaires colorées à Venise.

Les formes et les couleurs sont innombrables. Les pâtes ont différentes formes pour que la sauce accroche mieux et ne reste pas au fond de l'assiette (comme parfois avec les spaghettis, par exemple). Encore plus que la forme, l'aspect de surface de la pâte joue pour accrocher la sauce : la qualité de la semoule et du blé qui la compose entre ici en jeu. Plus la surface est rugueuse, rappelant la base de semoule, plus la pâte accrochera la sauce. On peut les classer dans les principales catégories suivantes :
- Pâtes longues (pasta lunga), par opposition aux pâtes courtes :
  - Spaghetti, nouilles, spaghettini, linguine, bucatini (trouées), fusilli lunghi, cheveux d'ange (capellini)
- Rubans (fettucine) :
  - Nouilles plates, tagliatelles, pappardelle, tonnarelli, fettuccine, tagliolini, paglia e fieno (paille et foin)
- Tubes (tubi) :
  - Cavatappi, penne lisce (lisses), penne rigate (rayées), penne ziti, pennoni, garganelli.
  - Chifferi, gigantoni, rigatoni
  - Macaroni longs ou parfois courts
- Tubes en coude (tubi) :
  - Macaroni courts, coquillettes, pipe (lisce, rigate…)
- Pâtes farcies (pasta ripiena) :
  - agnolotti, cappelletti, cannellonis, jiaozi, manicottis, pansoti, panzerotti, pierogi, pelmeni, ravioles, raviolini, ravioli, tortelloni, tortellini.
  - Lasagnes
- Formes fantaisies, pâtes farcies et parfumées
  - Gnocchi, malloreddus, escargots, oreilles, radiateurs, crêtes de coq
  - Coquillages de tailles et formes diverses
  - Roue, hélice, strozzapreti, farfalle (nœud papillon)
  - Les quiques de la vallée de la Roya sont rectangulaires ou losanges.
- Pâtes à potages (pasta per minestra) :
  - Acini di pepe, alfabetini, anelli, farfalline, quadrucci, ramen, risoni, la mian, stelline, tubetti, vermicelles

### Couleurs
Les couleurs s'obtiennent par un mélange d'un ingrédient coloré à la pâte :
- Bleu : bleu de méthylène ou curaçao[réf. nécessaire]
- Brun : champignon ou cacao amer ou la farine de châtaigne, laissant un goût légèrement sucré aux pâtes
- Jaune : safran ou jaune d'œuf
- Noir : encre de seiche ou charbon végétal
- Orange : carotte
- Rouge : tomate ou betterave
- Vert : épinard, basilic, persil, ortie ou bette

## Nouilles

### Étymologie
Le terme est emprunté avant 1767 à l'allemand Nudel, « pâte alimentaire » (au singulier), lui-même d'origine incertaine (peut-être du latin nodus)[réf. nécessaire]. En allemand, il est attesté vers 1550, et il est emprunté par l'anglais en 1779 pour donner noodle. Le terme français s'est écrit noudle ou nudeln vers 1765 (on trouve par exemple une entrée « NOUDLES ou NUDELN » dans l'Encyclopédie ou Dictionnaire raisonné des sciences, des arts et des métiers), puis nouilles, au pluriel, dès 1767.
Il désigne alors une variété précise de pâtes alimentaires, les nouilles chinoises. La langue familière tend parfois à l'employer pour désigner de nombreux types de pâtes.[réf. nécessaire]

### Nouilles chinoises
La cuisine chinoise utilise un grand nombre de variétés de nouilles (traditionnel 麵, simplifié 面, pinyin miàn). Mian sont les nouilles de blé alors que 粉 ou fen sont celles de riz. Contrairement aux pâtes italiennes, les nouilles chinoises sont préparées avec de la farine et non de la semoule. La matière première est intimement liée à l'origine géographique : le riz dans les régions où la riziculture est prédominante, le blé ailleurs.
La pâte fraîche peut être découpée de multiples façons : couteau, ciseaux, baguettes…
Il existe en Chine des restaurants de quartier spécialisés dans les pâtes fraîches, faites à la main sans aucun outil de découpe. Ces pâtes sont appelées lā miàn ce qui signifie « pâtes étirées ».
Les restaurants de lā miàn sont tenus par des Hui, des Chinois musulmans, originaires de l'Ouest de la Chine. Ils ne vendent pas de plats à base de porc, mais ils vendent souvent de l'alcool.
La fabrication des pâtes se fait à partir d'un pâton de farine de blé très souple, étiré et replié environ sept fois jusqu'à obtention d'une unique pâte fraîche, longue et fine, qui sera ensuite jetée dans un bouillon aromatisé pour être dégusté ensuite dans un bol accompagné de différents ingrédients comme de la viande séchée, des cacahuètes et des épices.
D'autres régions, les provinces de Shandong ou de Shanxi, ont pour tradition les nouilles au couteau (Dao Mian). On prépare un pâton de farine de riz en enroulant sur elle-même la pâte abaissée, jusqu'à atteindre la taille d'une bouteille de vin (standard à magnum). Puis le cuisinier fait sauter des copeaux de pâte directement dans l'eau bouillante, à l'aide d'une large plaque de métal aiguisée (couteau à légumes local). Dao Mian désigne le plat de la lame sur un sabre. Une fois cuites, les pâtes sont sautées dans un wok avec la garniture.
La nomenclature des nouilles chinoises est difficile à établir en raison de leur grand nombre et des différents dialectes du chinois. Chaque type de nouilles peut être écrit en pinyin et en mandarin, mais à Hong Kong et dans le Guangdong il sera connu par sa prononciation cantonaise, alors qu'à Taïwan, en Malaisie, à Singapour et outremer on utilise le hokkien à la place.
| Caractères | Pinyin    | Cantonais | Hokkien   | Description                                                                                                | Équivalent occidental        |
| ---------- | --------- | --------- | --------- | --- | ---------------------------- |
| 面/麺/麵   | miàn      | min       | mee       | (terme général) nouilles épaisses ou plates, éventuellement aux œufs                                       | spaghetti ou fettuccine      |
|            |           |           | Mee kiah  | nouilles fines aux œufs                                                                                    | vermicelles                  |
| 面薄       |           |           | Mee pok   | nouilles plates aux œufs                                                                                   | fettuccine                   |
| 拉麺       | lā miàn   | lai mien  |           | nouilles faites à la main ; Ramen japonaises                                                               |                              |
| 米粉       | mǐfěn     | mai fun   | bee hoon  | nouilles de riz fines                                                                                      | vermicelles de riz           |
| 叻沙       |           |           | Laksa     | nouilles de riz Peranakan                                                                                  | spaghetti de riz             |
| 果条       | gǔotiáo   |           | kway teow | nouilles de riz plates et épaisses                                                                         | fettuccine de riz            |
| 河粉       | héfěn     | ho fun    | hor fun   | nouilles de riz plates larges                                                                              | pappardelles de riz          |
| 冬粉       | dong fen  |           | dang hun  | vermicelles de fécule de haricot mungo transparentes lorsqu'elles sont cuites ; cuisson extrêmement rapide | vermicelles de haricot mungo |
| 麵線       | Mian Xian |           | Misua     | vermicelles très fins                                                                                      | vermicelles                  |
| 伊面       |           |           | Ee Mee    | nouilles épaisses salées (1 mm de diamètre) ; cuisson délicate car extrêmement collantes                   |                              |

#### Histoire
En octobre 2005, des scientifiques de l'Académie des sciences de Pékin ont découvert sur les rives du fleuve Jaune, sur le site archéologique de Lajia dans la province de Qinghai, au nord-ouest de la Chine, les plus anciennes nouilles du monde, vieilles de 4 000 ans. Ces nouilles avaient été faites à base de deux types de millet (Setaria italica et Panicum miliaceum).

## Consommation et production
Avec 28 kg par an et par personne, l'Italie est de loin le plus gros consommateur mondial suivi du Venezuela et de la Tunisie avec moins de la moitié par habitant.
L'Italie, avec 3 191 505 tonnes pour l'année 2005, est le premier producteur mondial suivi des États-Unis et du Brésil avec respectivement deux et un million de tonnes. 50 % de la production italienne est exportée.

## Intolérances et allergies (gluten)
Les sélections génétiques ont augmenté les taux de gluten et prolamine[réf. nécessaire]. Il existe plusieurs types d'intolérance, de partielles jusqu'à très graves. La proportion de la population souffrant de ces intolérances ou allergies, augmente régulièrement sans que la détection, ou les causes et conséquences soient très bien identifiées. Le principe de précaution impose une vigilance et des recherches sur les semences, notamment l'épeautre et l'engrain (petit-épeautre). Face aux nombreuses questions, les associations rassemblent les personnes sensibilisés. Les alternatives principales sont les pâtes au maïs et pâtes chinoises (encore assez peu connues et marginales). Elles investissent lentement les rayons des supermarchés. Dans les cas graves de maladie cœliaque, en France, la Sécurité sociale a validé quelques produits remboursables garantis sans gluten.

## Les pâtes et l'art

### Littérature
Les pâtes jouent une place centrale dans l'intrigue de quelques ouvrages littéraires. Citons par exemple :
- L'Homme aux pâtes, de Michel Field.
- Le Voleur de nostalgie, d'Hervé Le Tellier.
- La Commedia des ratés, de Tonino Benacquista.
- L'année des spaghettis, issue du recueil de nouvelles Saules aveugles, femme endormie de Haruki Murakami.

### Films
- Spaghettis et tutti quanti, documentaire de 1952 écrit par Roberto Cena, réalisé par Stefano Tealdi, 2007, diffusé sur France 5
- Dans Le Pigeon, film de Mario Monicelli (1958), un cambriolage raté se termine par un festin de pâtes (de la pasta e ceci) imprévu
- Tampopo, est un film japonais de Jūzō Itami, sorti en 1985, racontant l'histoire de Tampopo, restauratrice japonaise qui tente de trouver la recette de la soupe de nouilles ultime